# مدينة مفتوحة

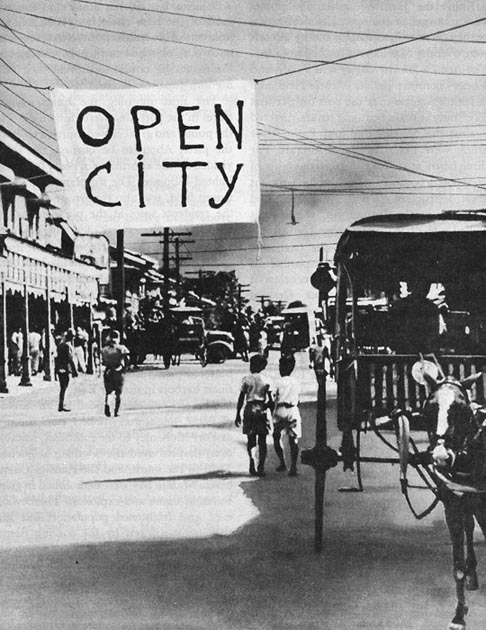
تم إعلان مانيلا مدينة مفتوحة في ديسمبر 1941 لتجنب تدميرها حيث غزت الإمبراطورية اليابانية كومنولث الفلبين.

في الحرب، المدينة المفتوحة هي مستوطنة أعلنت أنها تخلت عن جميع الجهود الدفاعية، بشكل عام في حالة الاستيلاء الوشيك على المدينة لتجنب الدمار. بمجرد إعلان المدينة عن نفسها كمدينة مفتوحة، من المتوقع أن يحتل الجيش المعارض المدينة بسلام بدلاً من تدميرها. يهدف هذا المفهوم إلى حماية المدنيين في المدينة والمعالم الثقافية من معركة قد تكون غير مجدية.
إن قوات الهجوم لا تحترم دائمًا إعلان «مدينة مفتوحة». ستستخدمها القوات الدفاعية كتكتيك سياسي كذلك. في بعض الحالات، يتم الإعلان عن مدينة «مفتوحة» من جانب طرف على وشك الهزيمة والاستسلام؛ في حالات أخرى، فإن أولئك الذين يصدرون مثل هذا الإعلان هم على استعداد وقادريين على القتال، لكنهم يفضلون تجنيب مدينتهم تبعات معركة قد تكون محسومة.
وفقًا للبروتوكول الأول لاتفاقيات جنيف، يُحظر على الطرف المهاجم «الهجوم، بأي حال من الأحوال، على مواقع لا يتم الدفاع عنها».

## أمثلة
تم إعلان فتح العديد من المدن خلال الحرب العالمية الثانية:
- تم ترك مدينة كراكوف دون حماية (باستثناء بعض الوحدات المحلية الصغيرة) بعد أن ترك قسم المشاة السادس البولندي المدينة إلى غابة Niepołomice القريبة لوضع خطوط دفاعية جديدة. أدى ذلك إلى إعلان رئيس بلدية كراكوف أنها مدينة مفتوحة في 5 سبتمبر 1939. دخل الجيش الألماني المدينة في اليوم التالي.[2]
- تم إعلان بروكسل مدينة مفتوحة من قبل الحكومة البلجيكية في عام 1940 أثناء معركة بلجيكا. التي احتلها الألمان لاحقا.[3]
- تم إعلان باريس مدينة مفتوحة من قبل الحكومة الفرنسية في يونيو 1940 أثناء معركة فرنسا.[4][5]
- أعلنت حكومة يوغوسلافيا فتح بلغراد في أبريل 1941، قبل غزو يوغوسلافيا مباشرة. لم يحترم الفيرماخت الألماني وضع المدينة المفتوحة وقصف المدينة بشدة.[6]
- تم إعلان مانيلا مدينة مفتوحة في 26 ديسمبر 1941 من قبل الجنرال الأمريكي دوغلاس ماك آرثر أثناء الغزو الياباني للفلبين.[7] تجاهل الجيش الإمبراطوري الياباني الإعلان وقصف المدينة.[8]
- تم إعلان باتافيا مدينة مفتوحة في 5 مارس 1942 بعد إخلاء الوحدات المتبقية من جيش جزر الهند الشرقية الهولندية الشرقية. احتل اليابانيون المدينة في اليوم التالي.[9]
- تم إعلان روما مفتوحة في 14 أغسطس 1943 من قبل الحكومة الإيطالية [10] بعد وقف قصف الحلفاء.[11] بعد ذلك، دخلت قوات الحلفاء روما في يونيو عام 1944 وأعلنت القوات الألمانية المنسحبة أيضًا أن فلورنسا وتشيتي في 24 مارس 1944 «مدن مفتوحة».
- تم إعلان أثينا مدينة مفتوحة من قبل الألمان في 11 أكتوبر 1944.[12]
- تم إعلان فتح هامبورغ في 3 مايو 1945 من قبل الألمان واحتلت على الفور من قبل البريطانيين.[13]

### اليابان بعد الحرب
في عام 1977، قامت مجموعة يسارية في اليابان - تسمى «الشبكة الوطنية لحركة إعلان المدينة المفتوحة» - بتنظيم نشطاء لجعل المدن تعلن بشكل استباقي عن نفسها «بلا حماية» بموجب اتفاقية جنيف، بحيث يجبرو في حالة الحرب من الناحية القانونية على الترحيب بأي غزو. تم رفض هذا الأمر من قبل جميع الأحزاب السياسية في اليابان والحكومة الحاكمة باعتبارها عبثية بطبيعتها، لأن اليابان لم تكن في حالة حرب، وفي حالة الحرب، يجب أن توافق الحكومة الوطنية على هذا القرار. ومع ذلك، فإن الحزب الاشتراكي الديمقراطي - الذي كان الحزب الأصغر في الائتلاف الحاكم من 1994 إلى 1996 - أيده.
ومع ذلك، هناك أربعة أحياء في طوكيو ومدينة كاجوشيما، أقصى جنوب اليابان نظرت في التشريعات التي من شانها إعلان «المدن المفتوحة».

## الحواشي
1. ↑  Murphy, Paul I. and Arlington, R. Rene. (1983) La Popessa: The Controversial Biography of Sister Pasqualina, the Most Powerful Woman in Vatican History. New York: Warner Books Inc.
2. ↑  September 1939 Remembered | The Krakow Post نسخة محفوظة 30 أبريل 2019 على موقع واي باك مشين.
3. ↑  Veranneman, Jean-Michel (2014). Belgium in the Second World War. Pen and Sword. ص. 35. ISBN:1783376074. مؤرشف من الأصل في 2020-01-17.
4. ↑  de Gaulle, Charles (1968). Ratni memoari: Poziv, 1940–1942 [War Memoirs: Call to Honour, 1940–1942] (بالصربية). Belgrade/Ljubljana: Prosveta, Državna založba Slovenije. Vol. 1. p. 53.
5. ↑  "Paris Declared Open City As Nazis Reach Suburbs". The Virgin Islands Daily News ع. 2642: 1. 13 يونيو 1940. مؤرشف من الأصل في 2020-01-17.
6. ↑  Petranović, Branko (1987). Istorija Jugoslavije 1918-1978 [History of Yugoslavia 1918-1978]. Belgrade: Nolit. ص. 184.
7. ↑  "Manila Declared 'Open City'". شيكاغو تريبيون. ج. C ع. 309: 1. 26 ديسمبر 1941.
8. ↑  "Japanese Bombs Fire Open City Of Manila; Civilian Toll Heavy; Invaders Gain In Luzon". نيويورك تايمز. ج. XCI ع. 30, 654: 1. 28 ديسمبر 1941. مؤرشف من الأصل في 2019-06-07.
9. ↑  Chronology and Index of the Second World War, 1938-1945. Royal Institute of International Affairs. 1947. ص. 112. ISBN:9780887365683. مؤرشف من الأصل في 2020-01-17.
10. ↑  "Rome Declared Open City". The Morning Bulletin ع. 24, 926: 1. 16 أغسطس 1943. مؤرشف من الأصل في 2019-12-13.
11. ↑  Katz، Robert (2007). "An Excerpt from The Battle for Rome: 'Open City'". theboot.it. مؤرشف من الأصل في 2018-11-05. اطلع عليه بتاريخ 2011-07-07.
12. ↑  World War II Chronology 1944 نسخة محفوظة October 2, 2006, على موقع واي باك مشين.
13. ↑  "Hamburg Declared Open City; British Occupy It". The Morning Bulletin ع. 25, 442: 1. 4 مايو 1945. مؤرشف من الأصل في 2019-12-13.
14. ↑  Hiromichi Ikegami et al. "Let's protect Article 9 of the Japanese Constitution by declaring ourselves Defenseless Cities!" Municipality Research Company, 2006. (ردمك 4880374504) (無防備地域宣言で憲法9条のまちをつくる) (باليابانية)
15. ↑  Prime Minister of Japan. Is it possible for a city to declare itself an "defenseless"? (باليابانية) نسخة محفوظة 29 سبتمبر 2020 على موقع واي باك مشين.
16. ↑  月刊社会民主(Social Democrat Monthly), vol. 620, p. 8. 社会民主党全国連合機関紙宣伝局 (Social Democratic Party, National Alliance Communications Department)
17. ↑  月刊社会民主(Social Democrat Monthly), vol. 596, p. 2. 社会民主党全国連合機関紙宣伝局 (Social Democratic Party, National Alliance Communications Department)